# フロリス・ファン・スコーテン
フロリス・ファン・スコーテン（Floris van Schooten または Floris Gerritsz van Schooten 、1585年から1588年の間の生まれ、1656年11月15日に埋葬 ）はオランダの画家である。食卓の料理などの静物画や市場の情景などを描いた。

## 略歴
アムステルダム出身の裕福なカトリック教徒の家にアムステルダムで生まれたとされている。1612年に、新教徒による支配が強まるアムステルダムから、よりカトリックに対して寛容なハールレムに移った。1612年に繁盛しているビール醸造所の経営者の娘と結婚した。ハールレムの画家の組合のメンバーになり、1639年には画家組合の組合長(deken)になった。ハールレムの画家、ピーテル・クラースゾーンやフロリス・ファン・ダイク、ウィレム・クラースゾーン・ヘーダ、ルーロフ・コーツらとともに「バンケッチェ（banketje:晩餐図）」などの静物画を描いた。
1716年から1644年に間に100点あまりの作品を描いた多作な画家で、ルーブル美術館にも数点が収蔵されている。

## 作品

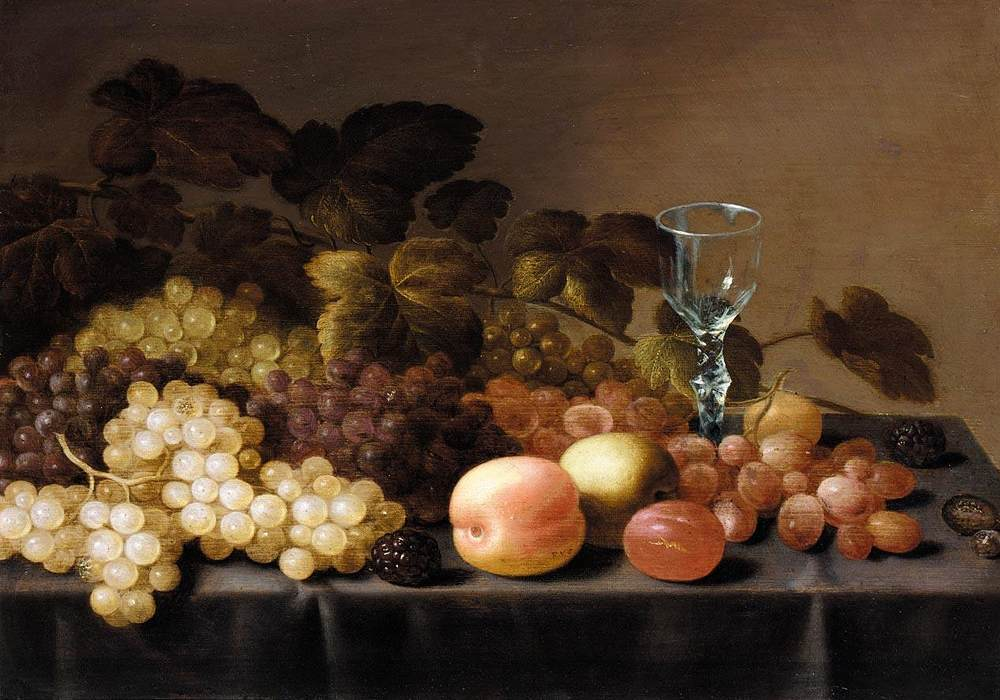
果物のある静物画
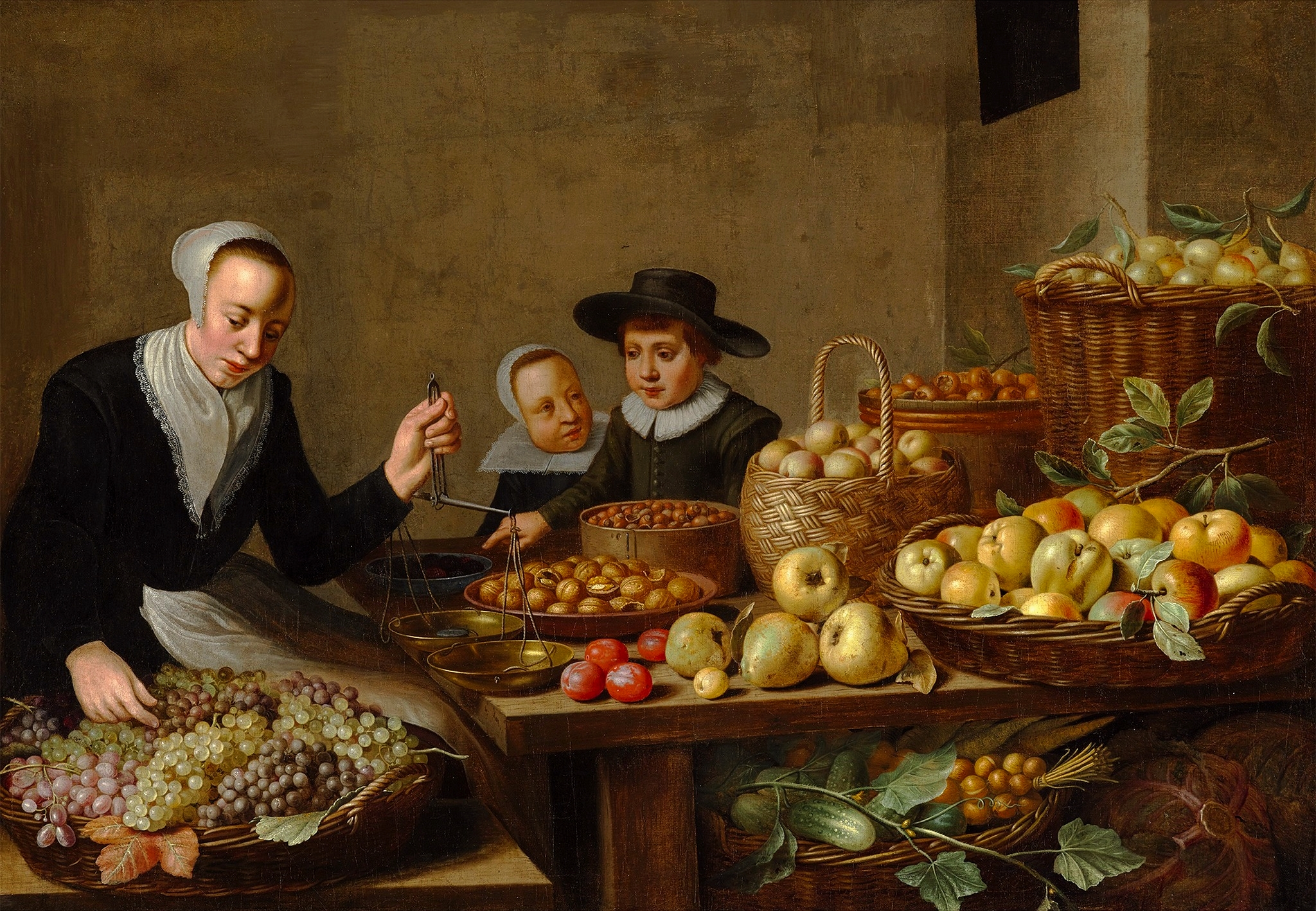
果物屋
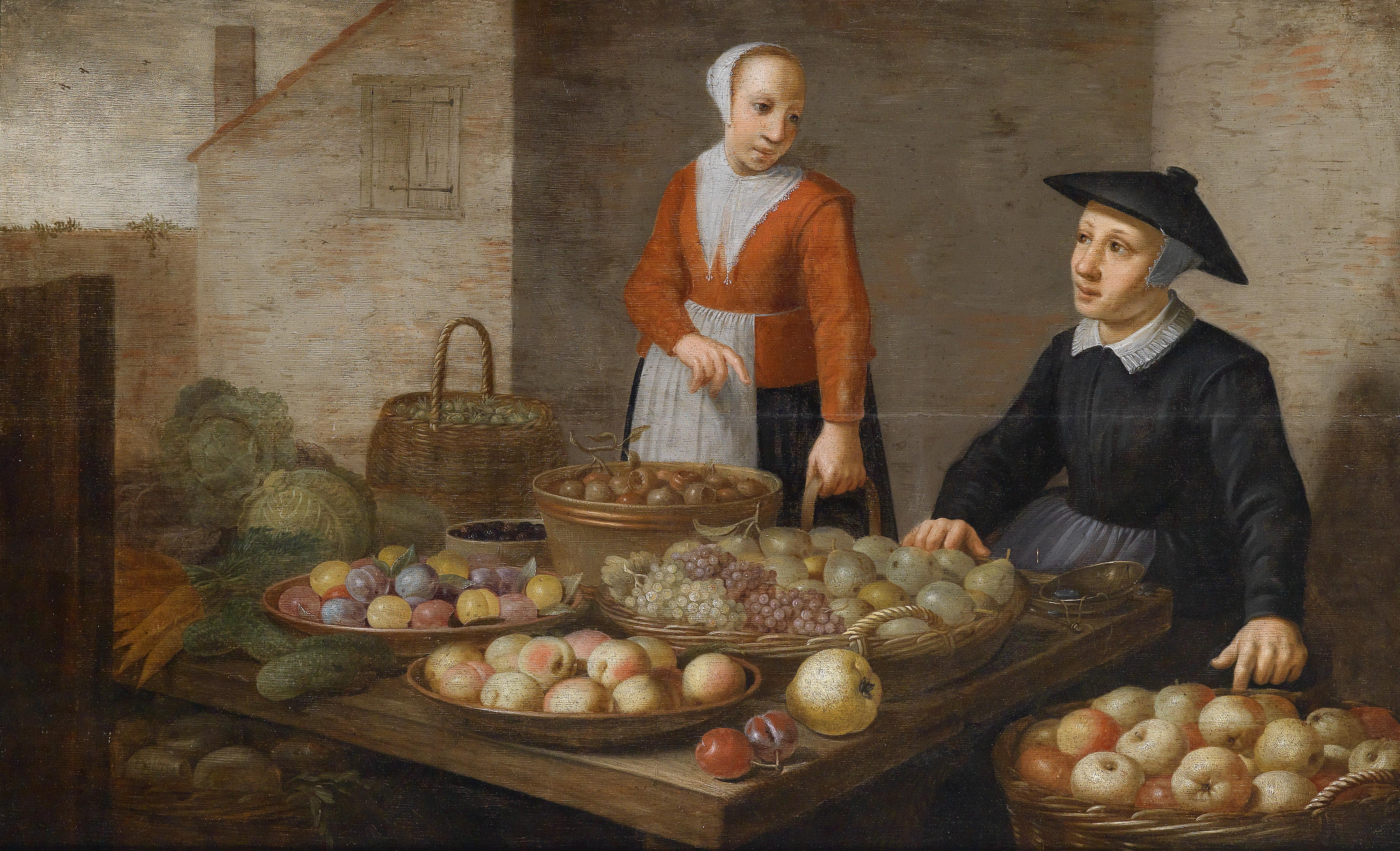
2人の果物売りのいる市場の風景